# Earl Holliman

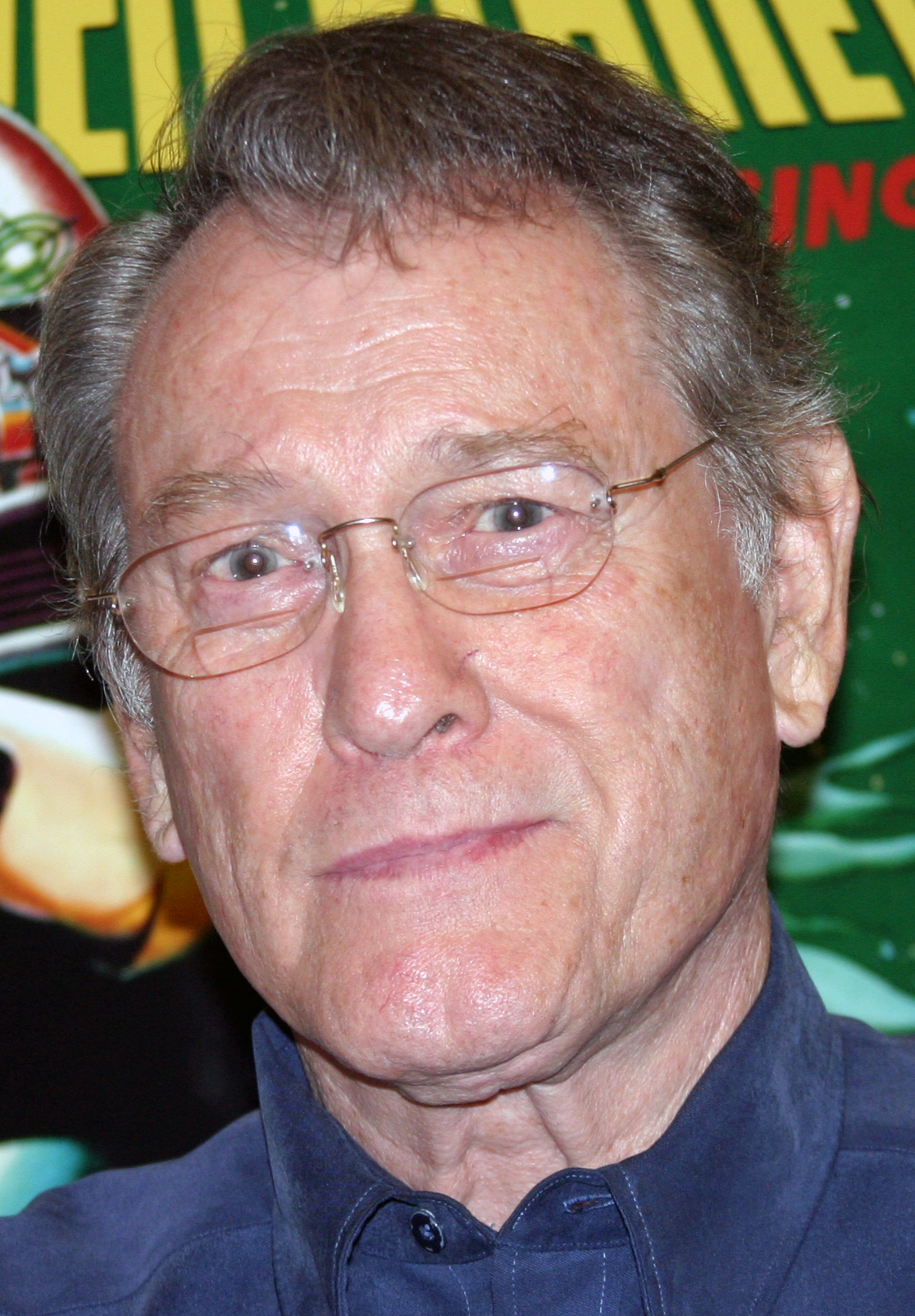
Earl Holliman (2006)

Earl Holliman (* 11. September 1928 in Delhi, Richland Parish, Louisiana, gebürtig Anthony Earl Numkena; † 25. November 2024 in Studio City, Kalifornien) war ein US-amerikanischer Schauspieler und Sänger.

## Leben
Earl Holliman wurde bei seiner Geburt zur Adoption freigegeben, da sein Vater – ein Farmer – bereits vor seiner Geburt starb und die Mutter finanziell nicht in der Lage war, ihn zu versorgen. Er wurde von einem Ölfeldarbeiter und seiner Ehefrau adoptiert und wuchs in einem kleinen Dorf in Louisiana auf, wobei sein Adoptivvater starb, als er 13 Jahre alt war. Im Rahmen des Zweiten Weltkrieges diente Holliman in Kalifornien bei der United States Navy, nachdem er über sein Alter gelogen hatte. Nach einem Jahr wurde sein Schwindel entdeckt und er beendete anschließend die Highschool in Louisiana. Nach Betätigungen als Platzanweiser, Nachrichtenjunge, Tellerwäscher und Ölfeldarbeiter zog Holliman schließlich nach Kalifornien und studierte dort an der University of California sowie Schauspiel am Pasadena Playhouse.
Seinen ersten Filmauftritt hatte Holliman im Jahr 1952 mit einer kleinen Rolle im Western Der rote Reiter an der Seite von Tyrone Power. Drei Jahre später gewann er einen Golden Globe als bester Nebendarsteller für seinen Auftritt im Film Der Regenmacher an der Seite von Katharine Hepburn und Burt Lancaster. Oftmals verkörperte Holliman auf dem Land lebende, manchmal sture und heißblütige Charaktere.

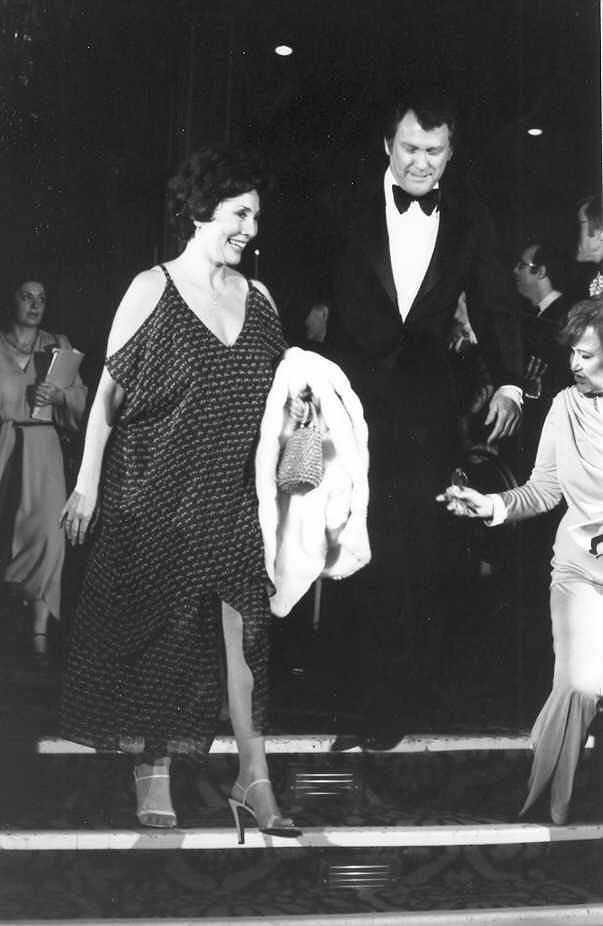
Earl Holliman mit Jackie Joseph, Foto von Alan Light (1979)

In den 1950er- und 1960er-Jahren hatte Holliman Nebenrollen in einer Vielzahl bedeutender Kinofilme, so als dem Whiskey zusprechender Koch im Science-Fiction-Klassiker Alarm im Weltall, als Profikiller in dem Film noir Geheimring 99, als Schwiegersohn der von Elizabeth Taylor und Rock Hudson gespielten Hauptcharaktere im Filmepos Giganten, als Hilfssheriff des von Burt Lancaster gespielten Wyatt Earp in Zwei rechnen ab, als einer der Söhne von Spencer Tracy in Die gebrochene Lanze, als verzogener und boshafter Sohn von Anthony Quinns Rancher in Der letzte Zug von Gun Hill sowie als Sergeant in dem Kriegsfilm Schlacht um Anzio neben Robert Mitchum und Peter Falk. 1965 spielte er in dem Western Die vier Söhne der Katie Elder die Rolle des „Matt Elder“ an der Seite von John Wayne und Dean Martin, die seine Filmbrüder darstellten.
Im amerikanischen Fernsehen galt Holliman seit den späten 1950er-Jahren durch zahllose Serienauftritte als „beinahe unumgehbare Präsenz“. In Where Is Everbody?, der allerersten Episode der legendären Serie Twilight Zone, spielte er 1959 den Hauptcharakter eines Offiziers, der sich auf einmal ganz alleine auf der Welt zu befinden scheint. Als seine wohl bekannteste Fernsehrolle gilt der „Lt. Bill Crowley“ in der Polizeiserie Make-up und Pistolen (Police Woman). Seine Partnerin in der von 1974 bis 1978 erstausgestrahlten Serie war Angie Dickinson. Anschließend folgten für Holliman weitere Fernsehrollen, so 1983 als „Luddie Mueller“ (Arbeitgeber und Freund der Hauptfigur Maggie) im Fernsehmehrteiler Die Dornenvögel an der Seite von Richard Chamberlain und Rachel Ward. Für seine Rolle in der Sitcom Delta (1992–1993) mit Delta Burke erhielt er eine Golden-Globe-Nominierung. Zuletzt war er als Schauspieler im Jahr 2000 in dem Thriller Der Tod lauert nebenan an der Seite von Linda Purl und Maxwell Caulfield zu sehen. Sein Schaffen für Film und Fernsehen umfasst mehr als 90 Produktionen.
Obwohl als Schauspieler deutlich bekannter, nahm Holliman zwischen 1958 und 1963 als Sänger auch sieben Schallplatten auf. Über viele Jahre betrieb Holliman auch in San Antonio ein Restaurant-Theater (ein sogenanntes dinner theatre, das ein Abendessen mit einer Theateraufführung verband). Politisch galt er als eher konservativ, zugleich war er Tierrechtsaktivist, besuchte Dian Fossey bei ihrer Arbeit mit Gorillas in Afrika und fungierte für 34 Jahre als Vorsitzender des Tierschutzvereins Actors and Others for Animals.
Holliman starb im November 2024 im Alter von 96 Jahren in seinem Haus im kalifornischen Studio City; er hinterließ seinen Ehemann Craig Curtis.

## Auszeichnungen
- 1957: Auszeichnung mit dem Golden Globe Award als Bester Nebendarsteller für Der Regenmacher
- 1993: Nominiert für den Golden Globe Award als Bester Nebendarsteller – Serie, Mini-Serie oder TV-Film für Delta

1977 wurde Holliman mit einem Stern auf dem Hollywood Walk of Fame in der Kategorie Fernsehen geehrt. Dieser befindet sich bei 6901 Hollywood Boulevard.

## Filmografie (Auswahl)
- 1952: Der rote Reiter (Pony Soldier)
- 1953: Durch die gelbe Hölle (Destination Gobi)
- 1953: Hölle der Gefangenen (Devil’s Canyon)
- 1953: Gefangene des Dschungels (East of Sumatra)
- 1953: Starr vor Angst (Scared Stiff)
- 1954: Die gebrochene Lanze (Broken Lance)
- 1954: Die Brücken von Toko-Ri (The Bridges at Toko-Ri)
- 1955: Geheimring 99 (The Big Combo)
- 1955: Gegen alle Gewalten (I Died a Thousand Times)
- 1956: Alarm im Weltall (Forbidden Planet)
- 1956: Horizont in Flammen (The Burning Hills)
- 1956: Giganten (Giant)
- 1956: Der Regenmacher (The Rainmaker)
- 1957: Zwei rechnen ab (Gunfight at the O.K. Corral)
- 1957: Fluch der Gewalt (Trooper Hook)
- 1957: Geh nicht zu nah ans Wasser (Don’t Go Near the Water)
- 1958: Hitzewelle (Hot Spell)
- 1959: Die Falle von Tula (The Trap)
- 1959: Der letzte Zug von Gun Hill (Last Train from Gun Hill)
- 1959: The Twilight Zone (Fernsehserie, Folge 1x01 Die leere Stadt)
- 1959–1960: Hotel de Paree (Fernsehserie, 32 Folgen)
- 1960: Besuch auf einem kleinen Planeten (Visit to a Small Planet)
- 1961: Panzer nach vorn (Armored Command)
- 1961: Sommer und Rauch (Summer and Smoke)
- 1962–1963: Wide Country (Fernsehserie, 28 Folgen)
- 1964: Das große Abenteuer (The Great Adventure, Fernsehserie, Folge 1x14)
- 1965: Bonanza (Fernsehserie, Folge 6x19 Der Wolf auf dem Weideland)
- 1965: Die vier Söhne der Katie Elder (The Sons of Katie Elder)
- 1965: Die Leute von der Shiloh Ranch (The Virginian, Fernsehserie, Folge 4x06)
- 1965: Auf der Flucht (The Fugitive, Fernsehserie, Folge 3x13)
- 1966–1973: FBI (The F.B.I., Fernsehserie, 4 Folgen)
- 1967: Mit dem Tod im Bunde (A Covenant with Death)
- 1968: Die sechs Verdächtigen (The Power)
- 1968: Schlacht um Anzio (Anzio)
- 1969: Das Gold der Madonna (The Desperate Mission, Fernsehfilm)
- 1969: Dr. med. Marcus Welby (Marcus Welby, M.D., Fernsehserie, Folge 1x13)
- 1969–1973: Rauchende Colts (Gunsmoke, Fernsehserie, 3 Folgen)
- 1970: Smoke – Sein bester Freund (Smoke, Fernsehfilm)
- 1970: Ihr Auftritt, Al Mundy (It Takes a Thief, Fernsehserie, Folge 3x19)
- 1971: Der Chef (Ironside, Fernsehserie, Folge 4x17)
- 1971: Alias Smith und Jones (Alias Smith and Jones, Fernsehserie, 2 Folgen)
- 1972: Die Promenadenmischung (The Biscuit Eater)
- 1972: California Cops – Neu im Einsatz (The Rookies, Fernsehserie, Folge 1x13)
- 1973: Die Straßen von San Francisco (The Streets of San Francisco, Fernsehserie, Folge 2x06)
- 1973: In der Falle (Trapped, Fernsehfilm)
- 1974–1978: Make-up und Pistolen (Police Woman, Fernsehserie, 90 Folgen)
- 1979: Good Luck, Miss Wyckoff
- 1979/1980: CHiPs (Fernsehserie, 2 Folgen)
- 1981: Sharky und seine Profis (Sharky’s Machine)
- 1983: Die Dornenvögel (The Thorn Birds, Miniserie, 2 Folgen)
- 1986: Hotel (Fernsehserie, Folge 3x24)
- 1987: Rauchende Colts: Auf Leben und Tod (Gunsmoke: Return to Dodge, Fernsehfilm)
- 1990: Harrys Nest (Empty Nest, Fernsehserie, Folge 3x02)
- 1991–1992: Trauzeuge F.B.I. (P.S. I Luv U, Fernsehserie, 13 Folgen)
- 1991/1994: Mord ist ihr Hobby (Murder, She Wrote, Fernsehserie, 2 Folgen)
- 1992: The Larry Sanders Show (Fernsehserie, Folge 1x13)
- 1992: In der Hitze der Nacht (In the Heat of the Night, Fernsehserie, Folge 6x08)
- 1992–1993: Delta (Fernsehserie, 17 Folgen)
- 1996–1999: Caroline in the City (Fernsehserie, 3 Folgen)
- 1997–1999: NightMan (Fernsehserie, 23 Folgen)
- 1999: Bad City Blues
- 2000: Der Tod lauert nebenan (The Perfect Tenant)